# 山下則夫
山下 則夫（やました のりお、1944年9月29日 - ）は、日本の元俳優。本名同じ。
宮城県出身。仙台商業高校卒業。

## 来歴・人物
東映演技研修所出身。
1970年代に東映作品を中心にテレビドラマ・映画に脇役として出演した。その一方で『ガッツジュン』（TBS）、『サンダーマスク』（日本テレビ）など、東映作品以外のテレビドラマでもレギュラー出演の実績がある。
特技は、スキー、球技。

## 出演

### テレビドラマ
- 絢爛たる復讐（1969年、NET）
- 江戸川乱歩シリーズ 明智小五郎（12ch）
  - 第1話「殺しの招待状 蜘蛛男より」、第2話「首泥棒 魔術師より」（1970年）
  - 第24話「拝啓 地下帝国殿下 大暗室より」（1970年）
- プレイガール（12ch）
  - 第60話「女の火遊び」（1970年）
  - 第80話「女をひと皮むいたとき」（1970年）
  - 第174話「怪談 あの世から来た三度笠」（1972年）
- 特別機動捜査隊（NET）
  - 第454話「霧の中の聖女」（1970年）
  - 第464話「玄海灘の夕焼け」（1970年）
- ガッツジュン（1971年、TBS） - 北里清
- キイハンター 第196話「1972 紅の翼大空を行く」（1972年、TBS）
- 気になる嫁さん 第14話「こんなはずでは」（1972年、NTV）
- 変身忍者 嵐 第3話「呪いの妖鬼! オニビマムシ!!」（1972年、MBS） - 大久保家用人
- 超人バロム1（YTV）
  - 第4話「吸血魔人ケラゲルゲ」（1972年） - 日読記者
  - 第10話「地震魔人モグラルゲ」（1972年） - 警官
- さすらいの狼 第14話「謎の早馬」（1972年、NET）
- 仮面ライダーシリーズ（MBS）
  - 仮面ライダー 第68話「死神博士 恐怖の正体?」（1972年） - カツオ
  - 仮面ライダーV3 第24話「怪奇! ゴキブリ屋敷!!」（1973年） - ゴキブリスパイク / 伍木
  - 仮面ライダーX 第19話「ゆうれい館で死人がよぶ!!」（1974年）- 達也
- サンダーマスク（1972年 - 1973年、NTV） - 佐山浩
- 非情のライセンス（NET）
  - 第1シリーズ
    - 第2話「兇悪の迷路」（1973年）- 竹原
    - 第12話「兇悪の像」（1973年）
    - 第21話「兇悪のメロディー」（1973年）- 警官

  - 第2シリーズ
    - 第3話「兇悪の序曲」（1974年）
    - 第13話「兇悪の噴煙」（1974年）- 秘書
    - 第17話「兇悪の誇り」（1975年）- 秘書
    - 第28話「兇悪の生証人」（1975年）- 刑事B
- アイフル大作戦（TBS）
  - 第1話「特訓開始! 美女の殺し方」（1973年）
  - 第53話「ストッキングをかぶった男」（1974年）
- 鉄人タイガーセブン 第5話「戦慄! へび原人!」（1973年、CX） - 山下
- 旗本退屈男 第6話「幽霊さがし」（1973年、NET）
- イナズマン 第9話「光るカビは夜歩く!!」（1973年、NET） - アベックの男
- キカイダー01 第38話「必殺の仕掛 血闘三つ巴!」（1974年、NET） - シャドウ郵便局配達員 ※クレジットは「山下紀夫」
- 少年探偵団 第25話「ミイラは真夜中にくる」（1976年、NTV） - 山下

### 映画
- 新幹線大爆破（1975年、東映） - 清水専務車掌
- 実録三億円事件 時効成立（1975年、東映） - 110番立川公室員